# Peter Gola
Peter Paul Gola (* 21. Mai 1940) ist ein deutscher Rechtswissenschaftler, Datenschutzexperte und Kommunalpolitiker der FDP.
Gola war Professor für Dienstrecht an der Verwaltungsfachhochschule Wiesbaden. Er ist Autor bzw. Mitautor zahlreicher Publikationen zum deutschen Datenschutzrecht. Von 1996 bis 2004 war er stellvertretender Vorstandsvorsitzender und von 2004 bis 2012 Vorstandsvorsitzender der Gesellschaft für Datenschutz und Datensicherheit Nachdem Rolf Schwartmann am 21. November 2012 zu seinem Nachfolger gewählt wurde, ist er Ehrenvorsitzender. Gola ist Mitglied der Schriftleitung der datenschutzrechtlichen Fachzeitschrift Recht der Datenverarbeitung.
Gola war Stadtratsmitglied (von 1976 bis 2014) und Vize-Bürgermeister (1989–1994 und 2004–2014) in Königswinter. 

## Auszeichnungen
- 1998 Bundesverdienstkreuz am Bande
- 2013 Bundesverdienstkreuz 1. Klasse[5][6][7]

## Ausgewählte Publikationen
- Das Bundesdatenschutzgesetz im Überblick: Information zum BDSG bei Anwendung in der Privatwirtschaft. Erläuterungen, Schaubilder und Organisationshilfen, 6. Auflage. Datakontext Fachverlag, Frechen 2011, ISBN 978-3-895776205
- Kundendatenschutz: Leitfaden für die Praxis. ZAW, Berlin 2011, ISBN 978-3931937515
- DSG-VO / BDSG im Überblick: Informationen zur Datenschutz-Grundverordnung und dem Bundesdatenschutzgesetz bei der Anwendung in der Privatwirtschaft. Erläuterungen, Infografiken und Organisationshilfen. Datakontext Fachverlag, Frechen 2018, ISBN 978-3895777974
- DS-GVO, Datenschutz-Grundverordnung VO (EU) 2016/679, Kommentar, 2. Auflage. Beck, München 2018, ISBN 978 3406720079
- Bundesdatenschutzgesetz, Kommentar, 13. Auflage. Beck, München 2019, ISBN 978-3406728785
- Handbuch Beschäftigtendatenschutz: aktuelle Rechtsfragen und Umsetzungshilfen, 8. Auflage. Datakontext Fachverlag, Frechen 2019, ISBN 978-3895778018